# 공재동
공재동(孔在東, 1949년 6월 19일~)은 대한민국의 시인, 시조 작가, 동화 작가이다. 본관은 곡부(曲阜)이며 경상남도 함안 출생이다.

## 생애
부산직할시에서 초등교원(초등학교 교사)으로 재직하던 중 1974년 시인으로 첫 등단하였고 1976년 시조 작가로도 입문하였으며 1984년 동화 작가로 입문하였다. 초등교원과 한국현대아동문학가협회 회원과 부산문인협회 회원으로 임직한 그는 영남문학의 원로 가운데 한 사람으로 일컬어지는 아동문학가이다.
그는 부산광역시 교육청 기획인적자원과 소속 장학사를 끝으로 교육공직에서 퇴직하였고 현재 한국동시문학회 부회장이다. 2012년에는 《향파 이주홍 작가 평전》을 집필 발표하기도 하였다.

## 학력
- 마산고등학교 졸업
- 부산교육전문대학 전문학사
- 한국방송통신대학교 국어국문학과 학사
- 동아대학교 교육대학원 국어교육학과 교육학 석사

### 비학위 수료
- 부산대학교 행정대학원 행정정책과정 수료

## 같이 보기
- 손기섭
- 주평
- 송백헌
- 백승탁
- 이수익
- 오원균
- 최한수